# 미아리 텍사스 (영화)
"미아리 텍사스"는 1991년에 개봉한 대한민국의 영화이다.

## 캐스팅
- 임옥경
- 안승훈
- 한태일
- 서경옥
- 김주화
- 최근재
- 주지연
- 신종섭
- 김영인
- 김운하
- 이지연
- 이미례
- 정세혁
- 김미준
- 전해룡
- 소진
- 황건
- 신경환
- 서평석
- 한명환
- 이병호
- 홍춘길
- 최유미
- 조성준
- 장명삼
- 김학성
- 조태봉
- 신은숙
- 이재성
- 정영길
- 김영규
- 송복철
- 김태종
- 박종률
- 최경묵
- 신대호
- 이인희
- 안미영
- 성동일
- 박세범